# Sander Smit
Sander Smit (Goor, 29 juli 1985) is een Nederlands politicus en bestuurskundige. Sinds 16 juli 2024 is hij lid van het Europees Parlement namens de BoerBurgerBeweging (BBB).

## Biografie
Smit is geboren en getogen in Twente. Hij studeerde aan de KU Leuven en de Universiteit Twente en was bestuurlijk actief in het verenigingsleven en het CDJA. Hij was schaduwfractielid en daarna vanaf 2012 raadslid voor deze partij in de gemeente Hof van Twente tot eind 2014.
Smit werkte vanaf 2014 ruim acht jaar in het Europees Parlement als beleidsmedewerker en persoonlijk assistent van Europarlementariër Annie Schreijer-Pierik binnen de EVP-fractie, zijn aandachtsgebieden waren landbouw, plattelandsontwikkeling, milieu, klimaat, wildbeheer, visserij en internationale handel. In deze functie speelde hij naast Schreijer-Pierik een rol tijdens het debat over de pulsvisserij. Franse vissers en de milieubeweging protesteerden tegen de Nederlandse manier om vis te vangen. Hij nam hier in 2022 ontslag vanwege familie-omstandigheden en omdat hij zich niet langer kon vinden in het gevoerde stikstofbeleid van het CDA en het Kabinet-Rutte IV.
In het voorjaar van 2023 trad Smit als adviseur toe tot de kerngroep Europa binnen BBB en begin 2024 werd hij door de partij gekozen als lijsttrekker voor de Europese verkiezingen van 6 juni 2024. Op 16 juli dat jaar trad hij toe tot het Europees Parlement.

## Politieke standpunten
Smit wil in Europa aan de slag met voedselzekerheid, subsidiariteit en migratie. Hij ziet de binnen de EU tot stand gebrachte 'Green Deal' als te ver doorgeschoten; 90 procent CO2-reductie in 2040, tegen kosten van 1,6 biljoen euro per jaar is naar zijn mening onbetaalbaar en onuitvoerbaar. Smit streeft ernaar, een koerswijziging gestalte te geven en te komen tot een 'Real Deal' en tot een 'European Farmers' Deal.